# Winningen
Winningen este o comună din landul Renania-Palatinat, Germania.

## Personalități născute aici
- August Horch (1868 - 1951), inginer, inventator.

1. ↑  Alle politisch selbständigen Gemeinden mit ausgewählten Merkmalen am 31.12.2018 (4. Quartal) (în germană), Statistisches Bundesamt[*], arhivat din original la 10 martie 2019, accesat în 10 martie 2019